# What I Live to Do
What I Live to Do är debutalbumet av den amerikanske countryartisten James Bonamy. Det släpptes i februari 1996, och innehåller singeln "I Don't Think I Will", en #2-hit på Billboards countrylista i USA.

## Låtlista
1. "She's Got a Mind of Her Own" (Don Schlitz, Billy Livsey) – 3:27
2. "I Don't Think I Will" (Doug Johnson) – 3:34
3. "Dog on a Toolbox" (Monty Holmes, Gerry House) – 2:55
4. "All I Do Is Love Her" (Skip Ewing, Wayland Patton) – 3:59
5. "Brain in a Jar" (Bob McDill, Roger Murrah) – 3:27
6. "The Couple" (Johnson) – 3:33
7. "The Devil Goes Fishin'" (Pat Bunch, Johnson) – 3:41
8. "Amy Jane" (Max T. Barnes, Leslie Winn Satcher) – 3:27
9. "Heartbreak School" (Ewing, Donny Kees) – 3:01
10. "Jimmy and Jesus" (Dana Hunt Oglesby, Danny M. Wells) – 3:38

## Medverkande
- James Bonamy – sång
- Joe Chemay – basgitarr
- Dan Dugmore – pedal steel guitar
- Larry Franklin – fiol, mandolin
- Paul Franklin – pedal steel guitar
- Steve Gibson – akustisk gitarr, elgitarr, mandolin
- John Hobbs – orgel, piano, Hammondorgel
- Dann Huff – elgitarr
- Carl Jackson – bakgrundssång
- Michael Jones – bakgrundssång
- Dan Kelly – fiol
- Paul Leim – trummor
- Brent Mason – elgitarr
- Terry McMillan – munspel, slagverk
- Blue Miller – bakgrundssång
- Billy Joe Walker, Jr. – akustisk gitarr
- John Willis – akustisk gitarr